# (474101) 2016 LE12
(474101) 2016 LE12 es un asteroide perteneciente al cinturón de asteroides, descubierto el 30 de agosto de 1998 por el equipo del Spacewatch desde el Observatorio Nacional de Kitt Peak, Arizona, Estados Unidos.

## Designación y nombre
Designado provisionalmente como 2016 LE12.

## Características orbitales
2016 LE12 está situado a una distancia media del Sol de 2,392 ua, pudiendo alejarse hasta 2,754 ua y acercarse hasta 2,029 ua. Su excentricidad es 0,151 y la inclinación orbital 6,320 grados. Emplea 1351 días en completar una órbita alrededor del Sol.

## Características físicas
La magnitud absoluta de 2016 LE12 es 17,606.